# Paulo Augusto Mansur Antunes
Paulo Augusto Mansur Antunes, mais conhecido como Paulo Antunes (São Paulo, 29 de janeiro de 1978) é um ator e jornalista esportivo brasileiro. Atualmente trabalha como comentarista nos canais ESPN.

## Biografia
Paulo Antunes nasceu na cidade de São Paulo em 1978 e se mudou para os Estados Unidos em 1984, na cidade Sarasota, na Flórida. Sempre sonhando em ser atleta ou jornalista esportivo, praticou vários esportes durante sua vida. Jogou tênis (venceu dois torneios e recebeu o troféu Sarasota Herald Tribune, onde derrotou o #7 ranqueado da Flórida na categoria 14 anos) e futebol até os 15 anos de idade. No colegial, jogou futebol americano e basquete, até o beisebol na faculdade.
Formou-se em Jornalismo na Faculdade de Emerson, em Boston. Costuma dizer que o dia mais feliz de sua vida como torcedor foi quando o Miami Dolphins venceu o Kansas City Chiefs por 17 a 16 na pós-temporada de 1990 da NFL; e que seu dia mais triste foi na morte de Reggie Lewis, jogador do Boston Celtics da NBA. Filho de Maria Christina Mansur Antunes e José Roberto Antunes, Paulo é casado com Juliana Ministro e tem um casal de irmãos: Marcelo e Beatrice.
Paulo Antunes é torcedor do Miami Dolphins na NFL, Boston Red Sox na MLB, Boston Celtics na NBA, Boston Bruins na NHL, e do Corinthians no futebol nacional.

## Carreira
Depois de se formar na faculdade, voltou ao Brasil em 2002 para trabalhar na VTV, de seu tio, afiliada da RedeTV! para as regiões de Santos, Campinas e Goiânia. Trabalhou lá por 3 anos, apresentando um programa chamado Movimento, além de fazer matérias como repórter para a matriz da RedeTV! em São Paulo.
Em março de 2006, foi contratado pela ESPN Brasil para ser comentarista dos jogos da MLB e da NFL ao lado de Everaldo Marques. Paulo participa dos programas ESPN League e Semana NFL e comenta os jogos da MLB, da NFL e eventualmente de College Football. No dia 18 de janeiro de 2013, em caráter excepcional, Paulo comentou um jogo da NBA, entre Boston Celtics e Chicago Bulls.
Tem um jeito bastante peculiar de se exaltar com belos lances esportivos e de pronunciar termos em inglês, que são suas marcas registradas, como, por exemplo: "Temos um jogo (djogo)!", "Goodbye, beisebola!", "Oh my goodness!", "Hello, dear!", "Hello, bola!" e "Chega!". Paulo mantém um programa no seu blog do site da ESPN geralmente postado toda quinta-feira conhecido como "Antunadas". No dia 07 de fevereiro de 2015 uma edição especial do programa "Antunadas" foi exibido na ESPN, sendo a primeira vez que seu programa é exibido na televisão.

### Ator
Antes de iniciar a carreira jornalística, Paulo chegou a atuar em novelas. Formado na Escola de Atores Wolf Maya, em São Paulo, Paulo fez parte do elenco das telenovelas Cristal (do SBT), Cobras e Lagartos e Caras & Bocas (da Rede Globo).

## Filmografia

### Novelas
| Ano  | Novela            | Emissora   | Papel                                                                                | Ref.  |
| ---- | ----------------- | ---------- | ------------------------------------------------------------------------------------ | ----- |
| 2006 | Cristal           | SBT        | Figurante: fez o papel de médico em uma cena com a consagrada atriz Pepita Rodríguez | [ 3 ] |
| 2006 | Cobras e Lagartos | Rede Globo | Figurante: interpretou um bandido em uma cena de menos de um minuto de duração       | [ 3 ] |